# Gabriele Grasso
Gabriele Grasso (Ariano di Puglia, 5 dicembre 1867 – Messina, 28 dicembre 1908) è stato un geografo italiano.

## Biografia
Nel 1906 sposa Flora Errico, e muore vittima del terremoto di Messina del 28 dicembre 1908.

## Studi
Dopo la laurea conseguita nel 1890 presso l'Università di Napoli, nel 1891 ottenne il diploma in Storia antica presso l'Istituto di Studi Superiori di Firenze.

## Carriera
Dopo aver insegnato in vari istituti scolastici superiori divenne libero docente prima presso l'Università di Pavia nel 1901 e poi dal 1902 al 1906 presso l'Accademia scientifico-letteraria di Milano, divenuto professore ordinario insegnò presso un istituto tecnico a Palermo e infine, come professore straordinario, dal 1906 presso l'Università di Messina. Nel corso della sua breve carriera ha pubblicato numerose opere(quali?).